# ديه هاميلتون
ديه هاميلتون (بالإنجليزية: Des Hamilton)‏ هو لاعب كرة قدم بريطاني، ولد في 15 أغسطس 1976 في برادفورد في المملكة المتحدة. شارك مع منتخب إنجلترا تحت 21 سنة لكرة القدم. أما مع النوادي، فقد لعب مع برادفورد سيتي وشيفيلد يونايتد وغريمسبي تاون وكارديف سيتي ونادي بارنت ونادي ترانمير روفرز لكرة القدم ونورويتش سيتي ونيوكاسل يونايتد وهدرسفيلد تاون.

## وصلات خارجية
- ديه هاميلتون على موقع قاعدة بيانات كرة القدم.إي يو (الإنجليزية)
- ديه هاميلتون على موقع Soccerbase.com (لاعب) (الإنجليزية)
- ديه هاميلتون على موقع عالم كرة القدم.نت (الإنجليزية)